# Grb Nemčije
Grb Nemčije prikazuje na zlatem polju črnega orla z rdečim kljunom, rdečim jezikom in rdečimi nogami. To je Bundesadler (nemško: Zvezni orel), v preteklosti znan kot Reichsalder (nemško: Cesarski orel).
Gre za obnovljen grb Weimarske Republike (v uporabi 1919-1935), katerega je prevzela Zvezna Republika Nemčija leta 1950. Trenutno uradno obliko je ustvaril Karl-Tobias Schwab (1887-1967) in je bil predstavljen leta 1928.

## Nacistična Nemčija
Do leta 1935 je Nacistična Nemčija uporabljala grb Weimarske republike. Nacistična stranka je uvedla stiliziranega orla nad hrastovim vencem s svastiko v sredini. Emblem na katerem orel gleda na desno, je predstavljal nacistično stranko, zaradi česar se je zanj uvedel izraz Parteiadler (Strankin orel). Od leta 1935 dalje so nacisti svoje simbole razglasili za uradne državne simbole (Hoheitszeichen). Tovrstna različica predstavlja državo oz. rajh, zaradi česar se je zanjo uporabljal izraz Reichsadler. Od Strankinega orla se razlikuje po tem, da državni gleda na levo stran. Emblem je bil uveljavljen 5. novembra 1935 s predpisom firerja in kanclerja Adolfa Hitlerja:
Da bi izrazil enotnost stranke in države tudi glede simbolov, odločam:
Člen 1 Rajh nosi za emblem svoje narodnosti narodni emblem Nacionalsocialistične nemške delavske stranke.
Člen 2 Državni emblemi Wehrmachta ostajajo nespremenjeni. 
Člen 3 Razglas glede cesarskega grba in cesarskega orla (Reichsgesetzbl. st. 1877) je odpovedan. 
Člen 4 V soglasju s predstavnikom firerja bo rajhovski notranji minister uveljavil vse potrebne predpise za izvedbo prvega člena.— Führer in Reichkanzler Adolf Hitler (in drugi), Predpis o emblemu rajha 5. novembra 1935
7. marca 1936 je Hitler dodal še:
V zvezi z uredbo o državnem grbu rajha z dne 5. novembra 1935, 1. člen, odločam: Državni emblem rajha prikazuje svastiko, obdano s hrastovim vencem, na hrastovem vencu pa orla z razprtimi krili. Glava orla je obrnjena v desno. Za heraldično podobo državnega emblema so vključeni vzorci odločilni. Umetniška zasnova je raznolika za vsak poseben namen.— Führer in Reichskanzler Adolf Hitler (in drugi), Predpis v zvezi z oblikovanjem državnega emblema rajha 7. marca 1936
| Simboli Nacistične Nemčije (1933–45)       | Simboli Nacistične Nemčije (1933–45)         | Simboli Nacistične Nemčije (1933–45) | Simboli Nacistične Nemčije (1933–45)  | Simboli Nacistične Nemčije (1933–45)                                       |
| ------------------------------------------ | -------------------------------------------- | ------------------------------------ | ------------------------------------- | -------------------------------------------------------------------------- |
|                                            |                                              |                                      |                                       |                                                                            |
| Grb Nemškega rajha (Reichswappen), 1933–35 | Emblem Nemškega rajha (Reichsadler), 1935–45 | Emblem NSDAP (Parteiadler)           | Različica emblema NSDAP (Parteiadler) | Različica emblema Nemškega rajha, uporabljena čeladah nemške vojske (Heer) |